# Graeme Gibson
Graeme C. Gibson (London, Canada, 9 augustus 1934 – Londen, Engeland, 18 september 2019) was een Canadese schrijver.
Hij was in 1973 een van de oprichters van de schrijversvakbond The Writers' Union of Canada (TWUC) (Frans: Syndicat des Écrivains du Canada, SEC), waarvan hij van 1974 tot 1975 voorzitter was. Hij is ook een van de oprichters van de Writers' Trust of Canada (Frans: La Société d'Encouragement aux Écrivains du Canada), een literaire non-profitorganisatie die het schrijven in Canada wil stimuleren.
Gibson heeft ook geschreven voor film, radio en televisie.

## Leven
Graeme Gibson was de oudste van twee zonen van brigadegeneraal Thomas Graeme Gibson (1908-1986). Thomas Gibson voerde in de Tweede Wereldoorlog Canadese troepen aan tijdens de Italiaanse Veldtocht (1943-'44) en de bevrijding van Oost- en Noord-Nederland (1945). Graeme's broer is film- en televisieregisseur Alan Gibson (1938-1987).
Graeme Gibson studeerde aan de Universiteit van West-Ontario in London en gaf daarna les aan het Ryerson Institute of Technology, nu Ryerson University in Toronto.
Gibson was gehuwd met dichteres en uitgeefster Shirley Gibson (1927-1997), met wie hij twee zoons had. 
Ze scheidden in 1973. Sindsdien was Gibson de partner van schrijfster Margaret Atwood (1939). Ze woonden op een boerderij bij Alliston, Ontario, waar in 1976 hun dochter werd geboren. Het gezin verhuisde in 1980 terug naar Toronto.
Het tijdschrift The New Yorker schreef in het nummer van 17 april 2017 dat bij Gibson de eerste tekenen van dementie waren vastgesteld. Hij overleed in september 2019 op 85-jarige leeftijd.

### Non-fictie
- Eleven Canadian Novelists – 1970
- Uncommon Ground: A Celebration of Matt Cohen – 2002
- The Bedside Book of Birds – 2005
- The Bedside Book of Beasts – 2009
- For a Common Cause: Case Studies in Communities and Environmental Change – 1996 (red.)

### Romans
- Five Legs – 1969
- Communion – 1971
- Perpetual Motion –1982
- Gentleman Death – 1993
- Redemption – 2013
- Archangel – 2015
- The Janus complex – 2017

## Onderscheidingen
- 1992 – Lid van de Orde van Canada
- 1990 – Toronto Arts Award (1990)
- 1993 – Harbourfront Festival Prize (1993)
- 2007 – Erelid van de Royal Canadian Geographical Society in 2007
- 2015 – Gouden medaille van de Royal Canadian Geographical Society (RCGS, Frans: La Société géographique royale du Canada, SRGC), een Canadese educatieve non-profitorganisatie die zich inzet voor een bredere kennis en een diepere waardering van het natuurlijke en culturele erfgoed en de ecologische, sociale en economische uitdagingen van Canada (deze kreeg hij samen met Margaret Atwood en Jacob Verhoef,[10] een Nederlandse geofysicus die sinds 1985 in Canada woont en werkt).[11]

## Trivia
- In 1996 besloot Gibson om – naar later bleek tijdelijk – te stoppen met het schrijven van romans. Hij werkte op dat moment aan een roman met de titel Moral Disorder. Atwood leende die titel voor haar verzameling korte verhalen Moral Disorder (Moreel verval), die in 2006 gepubliceerd werd.[12]
- Gibson was bestuurslid van het Wereld Natuur Fonds Canada en voorzitter van het Pelee Island Bird Observatory (vogelobservatorium op het eiland Pelee in het Eriemeer).
- De Writers' Union of Canada (TWUC) stelde in 1991 de Graeme Gibson Award in, een onderscheiding die opmerkelijke bijdragen onderscheidt om de situatie van schrijvers in Canada te verbeteren. Gibson zelf was, heel toepasselijk, de eerste ontvanger.[3]
- Op 5 mei 2015 onthulden Gibson en burgemeester van Deventer Andries Heidema een plaquette in de T.G. Gibsonstraat in Deventer welke genoemd is naar Gibsons vader, brigadegeneraal Thomas Gibson.[13]

- Bibsys: 90858449
- Bibliothèque nationale de France: cb12039486w (data)
- CiNii: DA0557276X
- Gemeinsame Normdatei: 140953388
- International Standard Name Identifier: 0000 0001 1083 6176
- Library of Congress Control Number: n83181137
- Nationale Bibliotheek van Letland: 000259623
- Nationale Bibliotheek van Tsjechië: mzk2008479544
- Nationale Bibliotheek van Israël: 987007275257105171
- Nationale Bibliotheek van Polen: a0000001110049
- Nederlandse Thesaurus van Auteursnamen: 069625999
- SNAC: w6w39dgk
- Système universitaire de documentation: 028589513
- Virtual International Authority File: 111843547
- WorldCat: E39PBJpPCqFQ88GDMBB8GhRkDq